# Charlie Cresswell
Charlie Richard Cresswell, né le 17 août 2002 à Dulwich (Angleterre), est un footballeur anglais qui évolue au poste de défenseur au Toulouse FC.

## Biographie
Charlie Cresswell est né à Preston.

### Carrière en club
Le 16 septembre 2020, il fait ses débuts pour Leeds lors d'un match de Coupe de la Ligue anglaise contre Hull City.
Le 4 juillet 2022, il est prêté pour une saison au Millwall FC.
Le 8 juillet 2024, Charlie Cresswell rejoint officiellement le Toulouse FC. Son contrat s'étale sur quatre années tandis que le montant du transfert s'élève à quatre millions d'euros.

### Carrière en sélection
Cresswell reçoit sa première cape avec les espoirs anglais le 11 novembre 2021 pour un match contre la République tchèque.

## Statistiques
| Saison                | Club                  | Championnat           | Championnat | Championnat | Coupe nationale | Coupe nationale | Coupe de la Ligue | Coupe de la Ligue | Compétition(s) continentale(s) | Compétition(s) continentale(s) | Compétition(s) continentale(s) | Total | Total |
| Saison                | Club                  | Division              | M.          | B.          | M.              | B.              | M.                | B.                | Comp.                          | M.                             | B.                             | M.    | B.    |
| 2020-2021             | Leeds United          | Premier League        | -           | -           | -               | -               | 1                 | 0                 | -                              | -                              | -                              | 1     | 0     |
| 2021-2022             | Leeds United          | Premier League        | 5           | 0           | -               | -               | 1                 | 0                 | -                              | -                              | -                              | 6     | 0     |
| 2023-2024             | Leeds United          | Championship          | 5           | 0           | -               | -               | 2                 | 0                 | -                              | -                              | -                              | 7     | 0     |
| Sous-total            | Sous-total            | Sous-total            | 10          | 0           | -               | -               | 4                 | 0                 | -                              | -                              | -                              | 14    | 0     |
| 2022-2023             | Millwall FC (prêt)    | Championship          | 28          | 5           | 1               | 0               | 1                 | 0                 | -                              | -                              | -                              | 30    | 5     |
| 2024-2025             | Toulouse FC           | Ligue 1               | 29          | 3           | 3               | 1               | -                 | -                 | -                              | -                              | -                              | 32    | 4     |
| Total sur la carrière | Total sur la carrière | Total sur la carrière | 67          | 8           | 4               | 1               | 5                 | 0                 | -                              | -                              | -                              | 76    | 9     |

## Palmarès

### En sélection
Cresswell remporte l'édition 2023 et 2025 du Championnat d'Europe espoirs avec l'équipe d'Angleterre.